# George Alec Effinger
George Alec Effinger (10 de enero de 1947 - 27 de abril de 2002) fue un novelista estadounidense de ciencia ficción nacido en Cleveland, Ohio.

## Biografía
En sus primeros tiempos publicó varios relatos cortos bajo varios
pseudónimos y en 1972 su primera novela con el título What Entropy Means to Me, que fue nominada para el premio Nébula. Aunque su mayor éxito lo consiguió con la trilogía protagonizadas por Marid Audran. La trilogía está formada por Cuando falla la gravedad (1987), Un fuego en el sol (1989) y El beso del exilio (1991). También recibió los premios Hugo y Nébula por su novela corta Schrödinger's Kitten.
Durante su vida sufrió graves problemas de salud, lo que le ocasionó grandes gastos económicos por los cuidados médicos necesarios. Esos gastos causaron que durante un tiempo Effinger perdiera los derechos sobre su obra y sus personajes aunque finalmente consiguió recuperarlos. 
Estuvo casado con la también novelista Barbara Hambly.